# Human Rights Watch
Human Rights Watch (zkratka HRW) je mezinárodní nevládní organizace, která vede výzkum lidských práv a lidská práva prosazuje. Sídlo má ve městě New York.

## Profil
Human Rights Watch produkuje výzkumné zprávy a rešerše porušování lidských práv a norem, které jsou zakotveny ve Všeobecné deklaraci lidských práv a dalších mezinárodně přijatých lidskoprávních standardech. Tímto k porušování lidských práv přitahuje mezinárodní pozornost a snaží se tlačit na vlády a mezinárodní organizace, aby zjednaly nápravu. Mezi témata, kterými se Human Rights Watch zabývá patří sociální a genderové diskriminace, mučení, děti ve válce, politická korupce a problémy v trestněprávních systémech. Human Rights Watch také dokumentuje porušování mezinárodního humanitárního práva a práva při válečných konfliktech.
Organizace Human Rights Watch byla založena se jménem Helsinki Watch v roce 1978, aby monitorovala bývalý Sovětský svaz a dodržování jím přijatých dohod na Konferenci o bezpečnosti a spolupráci v Evropě (Helsinki, 1975). Při dalším růstu organizace se zformovaly další výbory, aby pokrývaly další regiony ve světě. V roce 1988 byly všechny výbory sjednoceny pod jednu střechu, kterým je Human Rights Watch. Jeden z původních zakladatelů a prezidentů organizace byl Robert L. Bernstein.
Na základě Všeobecné deklarace lidských práv se Human Rights Watch staví proti porušování základních lidských práv, např. trestu smrti nebo diskriminace na základě sexuální orientace. HRW prosazuje svobody, které jsou ve spojení se základními lidskými právy, např. svoboda víry či svoboda slova.
Human Rights Watch má 233 placených zaměstnanců a rozpočet 26 miliónů amerických dolarů na rok. Hlavním sponzorem je americký miliardář George Soros, který sponzoruje také celou řadu dalších politiky se dotýkajících organizací. V České republice se jedná zejména o organizaci Člověk v tísni. Současným ředitelem HRW je Tirana Hassanová.

## Kampaně a oblasti působení
- Obchod s malými zbraněmi
- Pozemní miny
- Právo na umělý potrat
- Práva LGBT komunity
- Práva pacientů s AIDS
- Bezpečnost civilistů ve válce
- Dětská práce
- Dětští vojáci
- Děti v ulicích
- Genocida, válečné zločiny a zločiny proti lidskosti
- Mučení
- Mimosoudní popravy a únosy
- Soudní řízení proti porušovatelům lidských práv
- Obchod se ženami